# The Tunnel (película de 2011)
The Tunnel (El túnel) es una película australiana de terror de monstruos de género metraje encontrado del año 2011, dirigida por Carlo Ledesma y coescrita, coproducida y coeditada por Julian Harvey y Enzo Tedeschi. La película está protagonizada por Bel Deliá, Andy Rodoreda, Steve Davis, Luke Arnold, Goran D. Kleut y James Caitlin en una historia de terror de estilo documental ambientada en la red subterránea de túneles ferroviarios abandonados en Sídney, Australia.

## Argumento
La película se enmarca como un documental, en ocasiones recortando entrevistas con la reportera Natasha Warner y el camarógrafo Steven Miller, grabadas después de los hechos.
En medio de la sequía y la escasez de agua, el gobierno del estado de Nueva Gales del Sur ha revelado planes para reciclar millones de litros de agua atrapados en una red de túneles de trenes abandonados debajo del corazón de Sídney. Sin embargo, el gobierno de repente da marcha atrás con el plan y no cuenta públicamente el por qué. También se habla de la desaparición de personas sin hogar que utilizan el túnel como refugio. Esto y el silencio de los ministros lleva a una periodista, Natasha, a iniciar una investigación sobre un encubrimiento del gobierno. Ella y su equipo Peter (productor), Steven (operador de cámara) y Tangles (ingeniero de audio), deciden investigar la historia y planean ingresar a los túneles. Después de que un guardia de seguridad les niega el acceso, encuentran una entrada alternativa y se adentran a la red de túneles. Proceden a explorar y localizan varias zonas y secciones para personas sin hogar abandonadas, que habían sido utilizadas como refugios antiaéreos en la década de 1940.
Llegan a un enorme lago subterráneo; y, mientras filma, Tangles escucha ruidos extraños a través de los auriculares. Más tarde, el grupo se dirige a la habitación donde está la campana del ataque aéreo de la Segunda Guerra Mundial. Para obtener imágenes del sonido de la campana, Natasha la golpea; pero Tangles dice que el volumen del sonido distorsiona la grabación de audio. Decide llevar el micrófono a una habitación contigua para reducir los niveles de sonido, dejando a Peter con los auriculares para escuchar la distorsión en el volumen de la campana. Natasha lo golpea de nuevo y Peter oye algo muy perturbador en los auriculares. El cable de audio de Tangles se tira de repente a través de la abertura, se rompe y desaparece. El resto de la tripulación entra en pánico y va a buscar a Tangles.
La escena cambia a la entrevista, donde a Natasha se le permite escuchar esta grabación por primera vez. Mientras suena el sonido de la campana, se pueden escuchar claramente los gritos de agonía antes de que se rompa el cable de los auriculares. Al regresar a la sala de botones minutos después de que se fueron, la tripulación descubre que todo su equipo ha desaparecido. Mientras buscan a Tangles, encuentran una habitación bloqueada por metal corrugado. Natasha deja su cámara de visión nocturna para ayudar a Peter y Steve. Entran en la habitación y se horrorizan al encontrar grandes cantidades de sangre aún goteando, así como la antorcha abandonada de Tangles. En la entrada de la habitación, Natasha levanta la cámara, notando que no está donde la había dejado. Al revisar las imágenes, se revela que algo recogió la cámara y los está acechando.
El equipo se aventura a través del túnel, tratando de encontrar una salida. Escuchan a una persona llamarlos y se encuentran con el guardia de seguridad que les había negado la entrada. El grupo le dice que uno de su tripulación ha desaparecido, pero el guardia les dice que lo sigan rápidamente y salgan, ignorando sus súplicas para ayudarlos a encontrar a Tangles. Algo se abalanza sobre el guardia cuando se acerca a una esquina, arrastrándolo fuera de la vista hacia otro túnel con una velocidad increíble. El grupo huye, gritando aterrorizado a través de los estrechos túneles. Se esconden en una habitación y permanecen allí hasta que crean que lo que sea que agarró al guardia de seguridad se haya ido. En un intento por encontrar una salida, pronto regresan al lago subterráneo. Al escuchar algo cerca, apagan las luces y usan la cámara de visión nocturna para mirar hacia el sonido. Allí, descubren al guardia de seguridad, sin ojos, gimiendo de dolor en las aguas poco profundas del lago. La tripulación observa con horror cómo un humanoide alto y demacrado aparece detrás de él y lo asesina brutalmente, girando lentamente la cabeza hasta que se rompe el cuello. Natasha deja escapar un grito, atrayendo la atención de la criatura; y el grupo aterrorizado corre con la criatura persiguiéndolos.
Llegan a un callejón sin salida con una entrada enrejada a una calle por encima de ellos (en la que Natasha grita pidiendo ayuda), pero cuando eso falla, el grupo busca otra salida. En un momento, la criatura intenta agarrar a Peter por una abertura; sin embargo, cuando Steven lo ilumina con la luz de la cámara, la criatura se retira inmediatamente. Steven se da cuenta de que el monstruo es vulnerable o teme a la luz. Al llegar a otro callejón sin salida, Natasha descubre una ruta lateral bloqueada por tablas de madera. Al entrar en esta nueva habitación, encuentran señales de un ser vivo, así como un pequeño montón de carne humana. La cámara principal pierde energía y Steve intenta frenéticamente reemplazar la batería. Justo cuando el poder enciende la luz nuevamente, la criatura ataca, derribando a Peter y Steven al suelo. Natasha, presa del pánico, sale corriendo con la cámara de visión nocturna. Por su cuenta, permanece en silencio, pero se enfrenta al monstruo, que rompe la lente de la cámara mientras la agarra, arrastrándola mientras la pequeña cámara aún graba. Steven y Peter siguen el sonido de sus gritos y los movimientos del monstruo.
A través de la cámara de visión nocturna, se muestra que Natasha fue arrastrada de regreso al lago. El monstruo intenta ahogar a Natasha; pero antes de que pueda tener éxito, Steven y Peter usan la luz para ahuyentarlo. Mientras Steven ayuda a Natasha, se escucha a Peter en la distancia gritando y desafiando al monstruo, alejándolo de los otros dos. Steven logra arrastrar a Natasha a un túnel bien iluminado cerca de una estación de tren. Se apresuran a regresar y arrastran a un Peter gravemente herido a la seguridad de la plataforma del tren. Allí, capturada en CCTV, Natasha pide ayuda y usa un teléfono celular prestado para llamar a los servicios de emergencia. 
En el epílogo, se afirma que el forense descubrió que Peter finalmente murió de una hemorragia interna extensa. Natasha renunció después del rodaje clandestino y ya no trabaja como periodista. Steven todavía trabaja como camarógrafo de noticias. Se desconoce el paradero de Tangles y su familia sigue buscando respuestas. La investigación policial se cerró debido a "pruebas contradictorias".

## Reparto
- Bel Deliá como Natasha Warner
- Andy Rodoreda como Peter Ferguson
- Steve Davis como  Steve Miller
- Luke Arnold como Jim Tangles Williams
- Goran D. Kleut como Stalker
- James Caitlin como Trevor Jones
- Russell Jeffrey como Sef

## Producción
La película se financió mediante un modelo de financiación colectiva, como parte del Proyecto 135k, en el que los guionistas y productores de la película, Enzo Tedeschi y Julian Harvey, vendieron por adelantado fotogramas digitales individuales de la película por 1 dólar australiano, para recaudar el presupuesto objetivo de $135,000 dólares.
La fotografía principal tuvo lugar en Sídney, con rodajes en algunos de los túneles en desuso de la ciudad, así como en una piscina pública y en los refugios antiaéreos de la Marina de la Segunda Guerra Mundial en Garden Island. Se rodó de forma no secuencial en 14 días (incluyendo las tomas) y luego fue editada por el equipo de guionistas y productores.

## Lanzamiento

### Distribución
La película ha destacado por sus modalidades de estreno y distribución. Además de sus modalidades convencionales, que incluyen un estreno limitado en las salas de cine australianas, proyecciones en Showtime Australia y un estreno en DVD en Australia y Nueva Zelanda a través de Paramount Pictures Australia y Transmission Films, la película ha acaparado mucha atención por su estreno no convencional a través de BitTorrent. El túnel fue la primera película australiana que se distribuyó y promocionó legalmente a través de la plataforma de descargas de Internet BitTorrent, una estrategia de lanzamiento que expuso la película a decenas de millones de personas, de forma gratuita. Este lanzamiento gratuito y legal en línea es una cooperación entre los cineastas, la plataforma de distribución peer-to-peer VODO y BitTorrent Inc, que distribuye la película a través de una aplicación en su cliente.

### Formato casero
La película fue editada en DVD en los Estados Unidos por House Lights Media Partners el 27 de diciembre de 2011.

## Recepción

### Taquilla
El túnel sólo se proyectó en limitadas salas de cine australianas y estadounidenses, lo que limitó sus ingresos en taquilla. Simultáneamente, se estrenó en sistemas de TV de paga, iTunes y a través de una aplicación personalizada para iPad, así como en torrent.

### Crítica
La película tiene un 100% de aprobación en Rotten Tomatoes con una puntuación media de 7/10, basada en 7 críticas.
Richard Kuipers, de Variety, hizo una crítica positiva de la película, escribiendo: "Aprovechando al máximo las localizaciones atmosféricas nunca antes vistas en un largometraje australiano, el debutante Carlo Ledesma está bien servido por su convincente cuarteto de actores. Hay que felicitar especialmente a Steve Davis, un camarógrafo de la vida real que actúa de forma impresionante y que también filma una parte considerable del producto final". Sin embargo, Kuipers considera que la película no revela nada sobre la presencia malévola que acecha en la oscuridad.
James Mudge, de Beyond Hollywood.com, hizo una crítica positiva de la película, escribiendo: "Aunque El túnel está por encima de la media y está mejor elaborada que la mayoría de los interminables horrores de metraje encontrado, estos errores impiden que se desprenda de los grilletes de la forma o que encuentre atractivo fuera de los fans dedicados. Sin embargo, hay suficiente para que la perspectiva de una secuela no sea desagradable, y a pesar de sus defectos, la película consigue elevar el pulso de vez en cuando".
Andrew Urban, del portal Urban Cinefile escribió: "No es lo que se ve, sino lo que se imagina lo que nos asusta en "El túnel"... Puede ser tentador compararla con películas de metraje encontrado como "Paranormal Activity" o la anterior y rompedora "El proyecto de la bruja de Blair", "El túnel" es más sofisticada y está mejor concebida que ambas".
En 2014, el popular sitio web de cine de terror Bloody Disgusting incluyó la película en la lista de los "13 falsos documentales más aterradores jamás realizados".
En 2015, BuzzFeed incluyó la película en su lista como una de las "13 películas de terror australianas que te darán un susto de muerte".
En 2021, el portal Cultured Vultures incluyó la película como una de las "10 mejores películas de terror underground que deberías ver".

### Premios y nominaciones
Antes de su finalización, El túnel obtuvo un premio y una nominación por su innovadora campaña en línea. El Túnel siguió recibiendo premios en el circuito de festivales,
Ganador
- 17th Annual AIMIA Awards:
  - Mejor uso de Redes Sociales para difusión (Ahmed Salama)[17]
- A Night of Horror International Film Festival:
  - Mejor Director Australiano (Carlo Ledesma)[18]
- Screamfest Horror Film Festival:
  - Mejores Efectos Especiales - 2011[19]

Nominado
- Australian Directors Guild Awards | 2010:
  - Cross Platform Interactive (Ahmed Salama)[14]
- 17th Annual AIMIA Awards:
  - People's Choice Award (Ahmed Salama)